# Karbidlampe

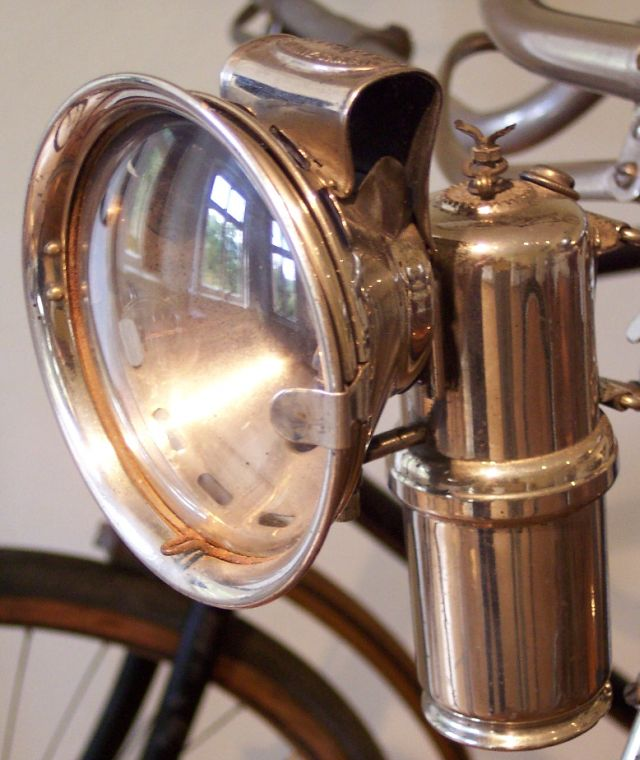
Fahrrad-Karbidlampe der Firma Riemann

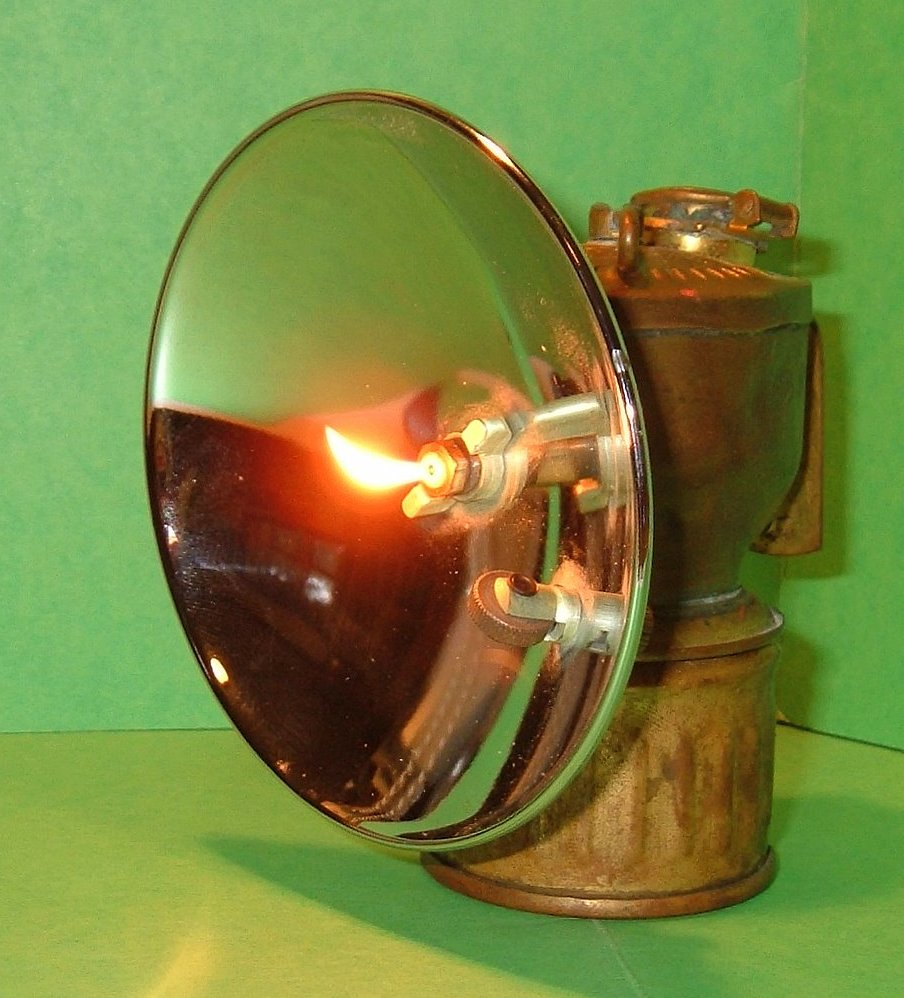
Acetylenflamme mit Reflektor

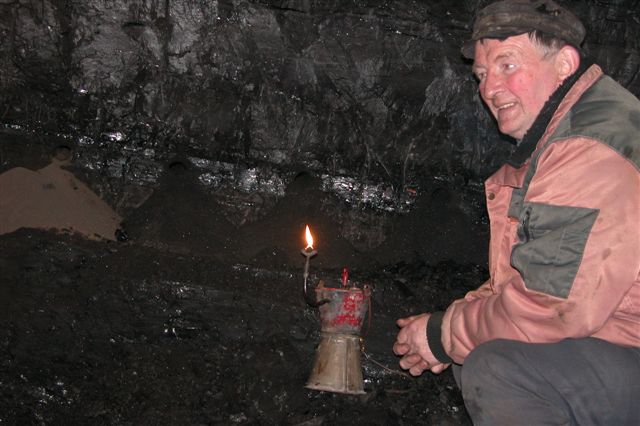
Karbidlampe, Steinkohlenbergbau

Die Karbidlampe ist eine Gaslampe, in welcher Ethin (Trivialname: Acetylen) als Brennstoff in chemisch gebundener Form – in der Regel als Calciumcarbid – bereitgestellt und erst kurz vor seinem Gebrauch freigesetzt wird.

## Geschichte
1892 erfand Thomas Willson eine Methode zur wirtschaftlichen Produktion von Calciumcarbid, aus dem wiederum Ethin (Trivialname: Acetylen) gewonnen werden konnte. Danach wurde die Beleuchtung mit Karbidlampen in Gebäuden ab 1894 und bei Fahrrädern und anderen Fahrzeugen ab 1896 eingeführt.
Die erste Gruben-Karbidlampe wurde am  18. Oktober 1899 von Frederic E. Baldwin in New York zum Patent angemeldet. Dieses wurde am 28. August 1900 veröffentlicht.

## Funktionsweise
Der Körper der Lampe besteht aus zwei übereinander angeordneten Behältern. Im unteren Behälter der Lampe befindet sich Calciumcarbid, auf das aus dem oberen Behälter Wasser tropft.
{\displaystyle \mathrm {CaC_{2}+2\ H_{2}O\longrightarrow C_{2}H_{2}+Ca(OH)_{2}} }
Calciumcarbid reagiert mit Wasser zu Ethin und Calciumhydroxid.
Das generierte Gas Ethin verlässt den unteren Behälter durch eine kurze Rohrleitung, die in einem Brenner endet, der vor einem Hohlspiegel aus Metall fixiert ist. Das entweichende Gas wird am Brenner entzündet. Die grelle Flamme wird vom Spiegel fokussiert und zur Beleuchtung genutzt. Die Düse bestand früher aus Metall oder Speckstein, später aus Keramik.
Als Rückstand verbleibt im unteren Behälter überwiegend Calciumhydroxid (gelöschter Kalk). Wird die Flamme durch Luftzug gestört oder brennt sie durch irregulär hohen Druck zu groß oder ist die Düse verunreinigt, kann viel Ruß entstehen.

## Verwendung

### Fahrzeug- und Signallampen

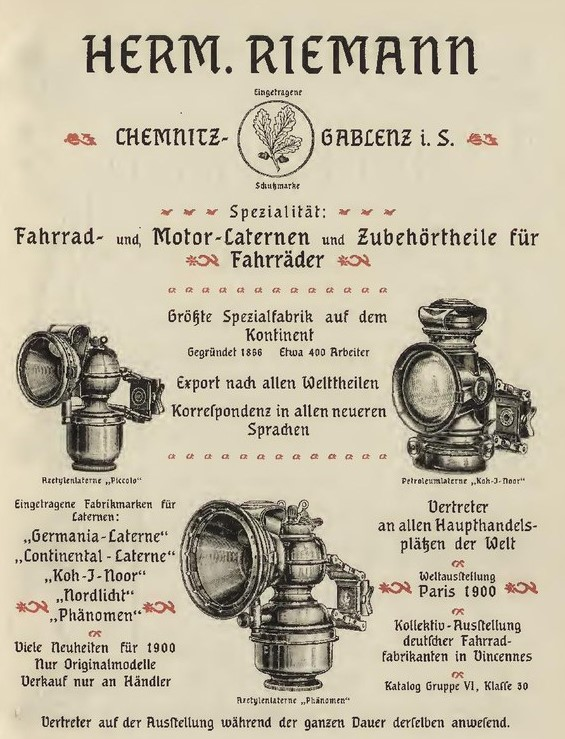
Lampenhersteller Hermann Riemann auf der Pariser Weltausstellung 1900

Karbidlampen waren als Fahrzeuglampen an Fahrrädern und Motorfahrzeugen sowie bei der Eisenbahn sehr verbreitet. Insbesondere dort wurden sie bis in die 1950er Jahre hinein  als Beleuchtung der Nachtzeichen der Formsignale eingesetzt. Sie wurden danach zunehmend von der wartungsarmen elektrischen Beleuchtung verdrängt. Noch bis Ende der 1970er Jahre benutzten bei der Deutschen Reichsbahn Rangierer und Wagenmeister tragbare – im Vergleich zu batteriebetriebenen Lampen sogar wesentlich hellere – Karbidlampen, während die Formsignale mit Propangas aus Flaschen beleuchtet wurden.
Auch Bühnenscheinwerfer wurden früher mit zurechtgeschnittenem Branntkalk bzw. Karbid betrieben.

### Bergbau
Eine lange Tradition hatten Karbidlampen als Grubenlampen eines jeden Kumpels auch im Bergbau unter Tage.

### Höhlenforschung
In der Höhlenforschung waren früher fast nur Karbidlampen im Einsatz. Auch als elektrische Leuchten zur Verfügung standen, blieb die Karbidlampe wegen ihrer größeren Lichtausbeute und der niedrigeren Betriebskosten sowie wegen des geringeren Gesamtgewichts und ihrer Robustheit noch weit verbreitet. Erst in den letzten Jahren wurde sie zunehmend durch LED-Lampen verdrängt.
Moderne Karbidlampen unterscheiden sich von den althergebrachten in der Bauform: Die Lampe ist in der modernen Version in die Einzelkomponenten Entwickler und Brenner aufgeteilt, welche mittels eines Schlauches miteinander verbunden sind. Meistens wird der Entwickler am Gurt befestigt, während man den Brenner auf dem Helm montiert, wodurch der Höhlenforscher die Hände zum Arbeiten und Fortbewegen frei hat. Die meisten Karbidentwickler verfügen über eine Belüftungsöffnung, um einen Druckausgleich herzustellen. Beim Schlufen kann es durch die horizontale Lage zu Wasserverlust kommen. Um diesem entgegenzuwirken, lassen sich einige Modelle mittels einer Schraube verschließen und als Innendrucksystem betreiben. Allerdings lassen sich solche Entwickler schlechter regulieren.

#### Vorteile von Karbidlampen in der Höhlenforschung
- hohe Zuverlässigkeit, da wenige und kaum fehleranfällige Komponenten verwendet werden
- Möglichkeit der Reparatur: die meisten Fehler können vor Ort mit einfachen Mitteln beseitigt werden.
- Gasgenerator und Flamme geben Wärme ab, Wärmequelle in kalten, alpinen Höhlen (dies ist gerade bei Notfällen mit ungeplant langer Verweildauer im Hohlraum von Vorteil)
- Rundumlicht
- der warme Farbton wird von manchen Personen als angenehmer empfunden

#### Nachteile von Karbidlampen in der Höhlenforschung
- Rußbildung verschmutzt den Hohlraum
- Calciumcarbid Gefahrstoff, Acetylen explosiv, sehr giftige Rückstände, da im Karbid stets Calciumphosphid enthalten, Derivate ebenfalls giftig
- Wasserverlust der Karbidlampe beim Schlufen möglich
- unangenehme Geruchsentwicklung (durch Verunreinigungen des Karbids) in kleinen und schlecht belüfteten Höhlen
- im Extremfall kann das unverbrannte Gas auch eine Narkosewirkung entwickeln (so geschehen im Mordloch, Baden-Württemberg)
- das Licht kann durch Luftzug, Wasser oder Fehlbedienung des Entwicklers erlöschen – wenn dies in einem ungünstigen Moment passiert, wird es ohne „mitlaufendes“ Licht gefährlich
- Gefahr, dass Seile oder andere Ausrüstungsgegenstände entzündet bzw. durchgeschmolzen werden
- durch Wasserzutritt kann der Calciumcarbidvorrat unbeabsichtigt brennbares Gas und Hitze entwickeln
- Gasgenerator und Brennerdüse müssen gelegentlich gereinigt werden